# Zespoły mielodysplastyczne
Zespoły mielodysplastyczne (mielodysplazja szpiku) (ang. myelodysplastic syndrome, MDS) – klonalne zaburzenie hematopoetycznej komórki macierzystej uniemożliwiające różnicowanie i dojrzewanie komórek, przejawiające się jedno-, dwu- lub trójliniową cytopenią i najczęściej bogatokomórkowym szpikiem. Jest to grupa blisko związanych jednostek chorobowych, w których proces tworzenia krwinek jest zakłócony przez niezdolność niedojrzałych komórek do prawidłowego wzrostu i rozwoju. Czasami nazywany stanem przedbiałaczkowym, ponieważ w zaawansowanych postaciach stosunkowo często transformuje w kierunku ostrych białaczek.

## Epidemiologia
Na zespoły mielodysplastyczne chorują częściej mężczyźni w wieku 60–75 lat. Zapadalność w Europie szacuje się na 2,1-12,6/100 000, przy czym powyżej 70. roku życia wzrasta do 15-50/100 000.

## Etiopatogeneza
Przyczyny powstawania zespołu mielodysplastycznego nie są do końca poznane. Postuluje się udział szeregu czynników ryzyka, które mogą zwiększać częstotliwość zachorowania na MDS.

### Czynniki ryzyka
Do czynników ryzyka mogą należeć:
- narażenie na związki chemiczne takie jak: pestycydy, toluen, benzen, środki ochrony roślin, nawozy sztuczne, farby do włosów, ksylen, chloramfenikol
- dym tytoniowy
- metale ciężkie
- promieniowanie jonizujące
- leki – cytostatyki
- niedokrwistość aplastyczna
- czynniki genetyczne – większa częstość MDS u ludzi z niedokrwistością Fanconiego[2], chorobą von Recklinghausena i zespołem Downa.

### Patogeneza
Istotą zespołów mielodysplastycznych jest dysproporcja pomiędzy normo- lub nawet bogatokomórkowym szpikiem a występującą w krwi obwodowej cytopenią (zmniejszeniem ilości składników morfotycznych krwi). Jest to związane z zaburzeniem proliferacji, dojrzewania i czasu przeżycia powstających komórek. W zależności od rodzaju zespołu, dominują różne zaburzenia hemopoezy. We wczesnych postaciach (RA, RARS, RCMD, RCMD-RS; patrz klasyfikacja) bardziej nasilona jest zwykle apoptoza. W późnych stadiach (RAEB-1, RAEB-2) dominuje zwiększona proliferacja z wydłużonym czasem przeżycia. W tych postaciach częściej dochodzi do transformacji w ostre białaczki.
Wśród mechanizmów patogenetycznych prowadzących do rozwoju nieefektywnej hematopoezy postuluje się udział limfocytów T oraz wpływ nasilonej angiogenezy. Za przejście wczesnych form MDS w formy bardziej zaawansowane odpowiada skrócenie telomerów, nasilona metylacja oraz inaktywacja genu p15INK4b.

## Objawy
Objawy nie są patognomoniczne dla zespołu mielodysplastycznego, mogą również występować w szeregu innych schorzeń.
W MDS dochodzi do rozwoju niedokrwistości, której objawami mogą być:
- osłabienie
- męczliwość
- bóle i zawroty głowy
- szybka akcja serca
- zmniejszenie koncentracji
- bladość skóry i śluzówek.

W przebiegu mielodysplazji może występować neutropenia. Zmniejszenie ilość granulocytów skutkuje ciężkimi zakażeniami bakteryjnymi i grzybiczymi.

Skutkiem małopłytkowości mogą być objawy skazy krwotocznej – wybroczyny na skórze oraz śluzówkach, a także groźne dla życia krwawienia, np. do centralnego systemu nerwowego.

Niekiedy występuje hepatomegalia, splenomegalia lub limfadenopatia (powiększenie węzłów chłonnych).

## Diagnostyka
W diagnostyce zespołów mielodysplastycznych należy ocenić przede wszystkim krew obwodową, a także szpik (zarówno pod kątem morfologicznym, jak i cytogenetycznym).

W krwi obwodowej mogą występować następujące zaburzenia:
- niedokrwistość (najczęściej makrocytowa, rzadziej normocytowa)
- leukopenia (zmniejszenie całkowitej liczby białych ciałek krwi) z neutropenią (zmniejszenie liczby granulocytów)
- obecność blastów (niedojrzałych komórek układu hemopoetycznego) od 0% do 20% (wyższy procentowy odsetek świadczy już o białaczce)
- anomalia Pelgera-Hueta charakteryzująca się zmniejszeniem liczby segmentów jądra w komórkach neutrofilowych
- małopłytkowość
- retikulocytopenia (zmniejszenie liczby retikulocytów)
- niekiedy całkowita pancytopenia (zmniejszenie liczby wszystkich składników komórkowych krwi)
- nadmierna cytoliza erytrocytów w reakcji na składniki dopełniacza, spowodowane wadą w obrębie błony krwinki czerwonej.

Szpik w biopsji aspiracyjnej jest zazwyczaj bogatokomórkowy lub normokomórkowy z zaburzeniami hemopoezy różnych linii komórkowych: nieprawidłowe dojrzewanie jądra komórkowego i cytoplazmy oraz nieprawidłowe rozmieszczenie ziarnistości, obecność paraerytroblastów, mikromegakariocytów, megakariocytów jednojądrowych, zwiększona procentowa zawartość blastów.

W trepanobiopsji, oprócz zaburzonej hematopoezy, nieprawidłowe rozmieszczenie komórek prekursorowych oraz niekiedy cechy włóknienia szpiku.

Badanie cytochemiczne obrazuje obecność syderoblastów pierścieniowatych oraz tzw. syderoblastów patologicznych, tj. zawierających powyżej 5 ziarnistości żelazowych w cytoplazmie.
Na podstawie badania cytogenetycznego można stwierdzić nieprawidłowości w postaci: del(5q), monosomii 7, del(7q).
U osób z zespołem mielodysplastycznym może również występować zwiększone stężenie żelaza oraz hemoglobiny płodowej w surowicy.

## Klasyfikacja
W użyciu są dwie klasyfikacje. Starsza – klasyfikacja FAB, powstała na zasadzie konsensusu, jaki wypracowała grupa amerykańskich, brytyjskich i francuskich badaczy. Klasyfikacja ta została po raz pierwszy opublikowana w 1976 roku, a następnie uaktualniona w 1982 roku. MDS został w niej podzielony na 5 grup. W 1985 roku na skutek obaw przed niedodiagnozowaniem ostrej białaczki szpikowej podtypu M6 (ostrej erytroleukemii; AML M6) klasyfikacja uległa dalszej modyfikacji.
Młodsza klasyfikacja została wprowadzona pod koniec lat 90. XX wieku przez grupę patologów i klinicystów pracujących pod auspicjami Światowej Organizacji Zdrowia (WHO). Stanowi zmodyfikowaną klasyfikację FAB.

### Klasyfikacja FAB
Klasyfikacja FAB opiera się procentowej zawartości blastów w krwi obwodowej i szpiku kostnym oraz charakterystyce morfologicznej.
- RA (Refractory Anemia; niedokrwistość oporna na leczenie) – obecność < 1% blastów w krwi obwodowej i < 5% blastów w szpiku kostnym. ICD-O9980/3

- RARS (Refractory Anemia with Ringed Sideroblasts; niedokrwistość oporna na leczenie z obecnością pierścieniowatych syderoblastów) – obecność < 1% blastów w krwi obwodowej i < 5% blastów w szpiku kostnym, przy czym wśród blastów szpikowych > 15% stanowią tzw. syderoblasty pierścieniowate – erytroblasty, w których ziarna żelaza otaczają ponad 1/3 obwodu jądra. ICD-O9982/3

- RAEB (Refractory Anemia with Excess Blasts; niedokrwistość oporna na leczenie z nadmiarem blastów) – obecność < 5% blastów w krwi obwodowej i 5 – 20% blastów w szpiku kostnym. ICD-O9983/3

- RAEB-T (Refractory Anemia with Excess Blasts in Transformation; niedokrwistość oporna na leczenie z nadmiarem blastów w okresie transformacji) – obecność > 5% blastów w krwi obwodowej i 21 – 29% blastów w szpiku kostnym. Obecnie klasyfikuje się ją jako ostrą białaczkę szpikową. ICD-O9984/3

- CMML (Chronic myelomonocytic leukemia; przewlekła białaczka mielomonocytowa) – obecność < 5% blastów w krwi obwodowej i < 20% blastów w szpiku kostnym oraz > 1000/μl monocytów w krwi obwodowej. Obecnie jest klasyfikowana jako zespół mielodysplastyczno-mieloproliferacyjny[5][6]. ICD-O9945/3

| Typ MDS | Blasty w krwi obwodowej % | Blasty w szpiku kostnym % | Mediana przeżycia (miesiące) | Uwagi                                                    |
| ------- | ------------------------- | ------------------------- | ---------------------------- | -------------------------------------------------------- |
| RA      | < 1                       | < 5                       | 30 – 65                      |                                                          |
| RARS    | < 1                       | < 5                       | 34 – 83                      | Obecność > 15% syderoblastów pierścieniowatych w szpiku. |
| RAEB    | < 5                       | 5 – 20                    | 8 – 18                       |                                                          |
| RAEB-T  | ≥ 5                       | 21 – 29                   | 4 – 11                       |                                                          |
| CMML    | < 5                       | ≤ 20                      | 15 – 32                      | Obecne monocyty w krwi obwodowej w liczbie > 1000/μl.    |

W 1985 roku wprowadzono modyfikację klasyfikacji w celu odróżnienia pacjentów z MDS a ostrą białaczką szpikową. U chorych z obecnością ≤ 50% erytroblastów w szpiku bierze się pod uwagę procentową zawartość wszystkich jądrzastych komórek blastycznych. Obecność ≥ 30% takich blastów upoważnia do rozpoznania ostrej erytroleukemii (AML M6). < 30% jest traktowane jako MDS.
Z chwilą występowania > 50% erytroblastów w szpiku, drugim krokiem diagnostycznym jest określenie występowania procentowej zawartości blastów wszystkich komórek jądrzastych z wyjątkiem tych z linii erytroidalnej. Przy obecności ≥ 30% takich komórek w różnicowaniu należy wziąć pod uwagę podtypy M1-M5 ostrej białaczki szpikowej. < 30% przemawia za rozpoznaniem zespołu mielodysplastycznego.
Klasyfikacja FAB była używana przez 20 lat. Obecnie, po wprowadzeniu przez WHO nowszej klasyfikacji, straciła na znaczeniu.

### Klasyfikacja WHO
W 1999 roku wprowadzono modyfikację klasyfikacji FAB. Wprowadzono, między innymi, nową grupę schorzeń – RCMD (Refractory Cytopenia with Multilineage Dysplasia), która obejmowała pacjentów z patologicznymi zmianami nieograniczonymi tylko do linii erytroidalnej oraz zespół 5q-. RAEB-T klasyfikowana poprzednio jako zespół mielodysplastyczny została przesunięta do białaczek. Cezura w postaci procentowej zawartości blastów w szpiku została przesunięta z poprzednich 30% do 20%. Od tej granicy rozpoznaje się już białaczkę.
Klasyfikacja obejmuje następujące typy:
1. RA – Refractory Anemia:
  - krew obwodowa: niedokrwistość; blasty < 1%; monocyty < 1000/μl
  - szpik kostny: dysplazja tylko linii erytroidalnej; blasty < 5%; bez syderoblastów pierścieniowatych
2. RARS – Refractory Anemia with Ringed Sideroblasts
  - krew obwodowa: niedokrwistość; blasty < 1%; monocyty < 1000/μl
  - szpik kostny: dysplazja tylko linii erytroidalnej; blasty < 5%; ≥ 15% syderoblastów pierścieniowatych
3. RCMD – Refractory Cytopenia with Multilineage Dysplasia
  - krew obwodowa: bicytopenia (zmniejszenie ilości 2 linii komórkowych) albo pancytopenia (niedobór wszystkich 3 linii komórkowych); blasty < 1%; monocyty < 1000/μl
  - szpik kostny: dysplazja ≥ 10% komórek w 2≥ liniach; blasty < 5%; bez pałeczek Auera; < 15% syderoblastów pierścieniowatych
4. RCMD-RS – Refractory Cytopenia with Multilineage Dysplasia and Ringed Sideroblasts
  - analogicznie jak w RCMD, tylko w szpiku obecnych ≥ 15% syderoblastów pierścieniowatych
5. RAEB-1 – Refractory Anemia with Excess Blasts 1
  - krew obwodowa: cytopenie; blasty < 5%; monocyty < 1000/μl
  - szpik kostny: dysplazja ≥ 1 linii; blasty 5 – 9%; bez pałeczek Auera
6. RAEB-2 – Refractory Anemia with Excess Blasts 2
  - krew obwodowa: cytopenie; blasty 5 – 19%; obecne lub nie pałeczki Auera
  - szpik kostny: dysplazja ≥ 1 linii; blasty 10 – 19%; możliwa obecność pałeczek Auera
7. MDS-U – Myelodysplastic Syndrome Unclassified
  - krew obwodowa: cytopenie; blasty < 1%; obecne lub nie pałeczki Auera
  - szpik kostny: dysplazja jednej linii; blasty < 5%; bez pałeczek Auera
8. MDS z izolowaną delecją 5q-
  - krew obwodowa: niedokrwistość; prawidłowa liczba płytek lub trombocytoza
  - szpik kostny: megakariocyty z jądrami o zmniejszonej liczbie płatów – prawidłowa lub zwiększona liczba; blasty < 5%; bez pałeczek Auera; izolowana delecja 5q.

## Leczenie
Model terapii zależny jest od wieku i stanu ogólnego pacjenta (ocenianego na podstawie skali ECOG), oraz od klasyfikacji rokowniczej IPSS (patrz niżej):
- stan ciężki – leczenie łagodne
- stan dobry:
  - chorzy w podeszłym wieku (> 60 r.ż.) – leczenie łagodne, w razie braku kwalifikacji do przeszczepu – leki demetylujące
  - chorzy młodsi (< 60 r.ż.)
    - ryzyko małe lub pośrednie – 1 według IPSS – leczenie łagodne
    - ryzyko pośrednie – 2 lub duże – leczenie intensywne

leczenie łagodne – leczenie prowadzone w warunkach ambulatoryjnych (czynnik wzrostu, chemioterapia w małych dawkach, leczenie wspomagające)

leczenie intensywne – leczenie prowadzone w warunkach szpitalnych (chemioterapia skojarzona, przeszczepienie szpiku kostnego), w razie braku kwalifikacji do przeszczepu – leki demetylujące

### Przeszczepienie szpiku
Jest to metoda z wyboru u chorych poniżej 45 roku życia (przy obecności zgodnego dawcy). Jest metodą umożliwiającą wyleczenie.

### Chemioterapia
W leczeniu łagodnym zespołów mielodysplastycznych stosuje się małe dawki arabinozydu cytozyny (Ara-C).

W chemioterapii intensywnej można wykorzystywać modele stosowane w leczeniu ostrej białaczki szpikowej, np. model 3+7 polegający na podawaniu przez 7 dni Ara-C oraz przez 3 dni antracykliny (np. daunorubicyny). Do całkowitej remisji dochodzi u około 50% pacjentów, przy czym czas trwania remisji wynosi około 1 rok. Śmiertelność w trakcie chemioterapii szacuje się na 15%.

### Leczenie wspomagające
W leczeniu wspomagającym stosuje się głównie uzupełnianie niedoborów elementów morfotycznych krwi:
- przetaczanie krwi – zazwyczaj stosuje się preparaty ubogoleukocytarne (zmniejszenie ryzyka powikłań)
- podawanie erytropoetyny (niekiedy w skojarzeniu z G-CSF) – najlepszą odpowiedź uzyskuje się w przypadku RARS
- podawanie G-CSF – leczenie neutropenii, przeciwdziałanie zakażeniom
- przetaczanie krwinek płytkowych w przypadku obecności skazy krwotocznej.

### Leki immunomodulujące
W leczeniu MDS z izolowaną delecją 5q stosuje się lenalidomid.

### Leki demetylujące
- 5-azacytydyna[10] i decytabina – inhibitory metylacji DNA. Wykazują aktywność w MDS zwiększonego ryzyka[11][12]. W badaniach z użyciem tych inhibitorów stwierdzono całkowitą remisję u 10% – 37% pacjentów oraz częściową remisję u 17% – 25% pacjentów. 5-azacytydydyna dwukrotnie zwiększa 2-letnie przeżycie oraz zwiększa o 50% medianę czasu przeżycia.

### Leki eksperymentalne
ATG, trójtlenek arsenu, bewacizumab, deferasirox, varinostat, klaforabina [ASH, 2008]

## Rokowanie
W 1997 roku wprowadzono do użytku punktowy system oceny pacjentów z zespołem mielodysplastycznym stratyfikujący ryzyko transformacji w ostrą białaczkę i oceniający medianę przeżycia (International Prognostic Scoring System). Wzięto w nim pod uwagę procentową zawartość blastów w szpiku, kariotyp oraz liczbę cytopenii (zmniejszenie ilości morfotycznych składników krążących w krwi obwodowej). Powyższe czynniki przedstawiono w systemie punktowym (od 0 do 2,0; licząc co pół punktu), przyporządkowując poszczególnej punktacji stosowne ryzyko:
- procentowa zawartość blastów w szpiku kostnym:
  - 0,0 pkt – <5%
  - 0,5 pkt – 5 – 10%
  - 1,5 pkt – 11 – 20%
  - 2,0 pkt – 21 – 30%
- kariotyp:
  - 0,0 pkt – kariotyp korzystny:
    - normalny
    - -Y
    - del(5q)

  - 0,5 pkt – kariotyp pośredni:
    - wszelkie pozostałe anomalie niewymienione przy kariotypie niekorzystnym (patrz niżej)

  - 1,0 pkt – kariotyp niekorzystny:
    - złożone defekty (≥3)
    - anomalie chromosomu 7
- cytopenia (neutrofile < 1800/μl; Hb < 10 g/dl; PLT < 100 000/μl):
  - 0,0 pkt – 0 – 1
  - 0,5 pkt – 2 – 3

W celu określenia kategorii ryzyka sumuje się punkty (patrz tabelka obok). Kategorie IPSS wykorzystuje się również w celu wyboru stosownego algorytmu leczenia (patrz sekcja leczenie).

## Historia
Po raz pierwszy MDS został opisany w 1907 roku przez Luzatto. Był to przypadek przewlekłej anemii związanej z hiperplazją szpikowych komórek erytroidalnych. Luzatto określił to schorzenia jako anemię pseudoaplastyczną. Następnie dzięki badaniom Rhoadsa i Bomforda do użytku weszło określenie refractory anemia (anemia oporna). W miarę zwiększania ilości doniesień o możliwości transformacji zespołów mielodysplastycznych w ostre białaczki, na początku lat 50. XX wieku Block i Hamilton zaproponowali określenie preleukemia. W 1956 roku wydzielono z grupy pacjentów z anemią oporną osoby z obecnością w szpiku syderoblastów pierścieniowatych. Na podstawie tych doniesień William Dameshek wysunął podejrzenie, że anemia syderoblastyczna może stanowić wczesną formę erytroleukemii.

Określenie preleukemia (stan przedbiałaczkowy) szybko okazało się błędne, gdyż wielu pacjentów u których rozpoznano ten stan nie rozwinęło białaczki. Ostateczne uporządkowanie kwestii klasyfikacji i nazewnictwa zespołów mielodysplastycznych nastąpiło w 1976 roku, kiedy to międzynarodowy zespół badaczy (FAB) ustalił konsensus w tej sprawie. Wprowadzono wówczas klasyfikacja funkcjonowała przez ponad 20 lat, aż do czasu kiedy Światowa Organizacja Zdrowia w 1999 roku wprowadziła uaktualnienia, które funkcjonują do dzisiaj.
Historyczne nazewnictwo zespołów mielodysplastycznych: stan przedbiałaczkowy, niedokrwistość oporna na leczenie, niedokrwistość oporna na leczenie z nadmiarem komórek blastycznych, tląca się ostra białaczka, przewlekła mieloza erytemiczna, podostra białaczka mielomonocytowa, podostra białaczka szpikowa, hipoplastyczna ostra białaczka szpikowa, dysplazja hematopoetyczna.

## Klasyfikacja ICD10
| kod ICD10     | nazwa choroby                                             |
| ------------- | --------------------------------------------------------- |
| ICD-10: D46   | Zespoły mielodysplastyczne                                |
| ICD-10: D46.0 | Oporna niedokrwistość bez syderoblastów                   |
| ICD-10: D46.1 | Oporna niedokrwistość z syderoblastami                    |
| ICD-10: D46.2 | Oporna niedokrwistość z nadmiarem blastów                 |
| ICD-10: D46.3 | Oporna niedokrwistość z nadmiarem blastów z transformacją |
| ICD-10: D46.4 | Oporna niedokrwistość, nieokreślona                       |
| ICD-10: D46.7 | Inne zespoły mielodysplastyczne                           |
| ICD-10: D46.9 | Zespół mielodysplastyczny, nieokreślony                   |